# Penstemon hartwegii
Penstemon hartwegii är en grobladsväxtart som beskrevs av George Bentham. Penstemon hartwegii ingår i släktet penstemoner, och familjen grobladsväxter. Inga underarter finns listade i Catalogue of Life.